# Robertino Pezzota
Robertino Pezzota, né le 10 mars 1983 à Rosario, est un joueur professionnel de squash représentant l'Argentine. Il atteint en décembre 2018 la 73e place mondiale sur le circuit international, son meilleur classement. Il est médaille de bronze en squash aux Jeux panaméricains de 2019. Il est champion d'Argentine en 2018 et 2019.
Son frère cadet Rodrigo Pezzota est également joueur professionnel de squash.

## Biographie
Il commence à jouer à l'âge de sept ans. Avec son frère, à l'âge de douze ans, il participe à des tournois au Royaume-Uni.

## Palmarès

### Titres
- Championnats d'Argentine : 2 titres (2018[3], 2019[4])